# Antoine Madelin
 (septembre 2014).
Pour les articles homonymes, voir Madelin.
Antoine Madelin, né le 20 janvier 1903 à Châteauroux (Indre), mort le 19 janvier 1989 à Paris, est un militaire et résistant français, issu d’une famille qui donna de nombreux magistrats et officiers supérieurs.

## Biographie

### Famille et formation
Il est le fils de René Madelin (1868–1940), général de division, et de Jeanne de Sainte Marie. C’est également le neveu de Louis Madelin de l’Académie française.
Après avoir été élève à Saint-Cyr en 1922-24 (promotion Metz et Strasbourg), il est officier des tirailleurs marocains, il épouse en 1929 Nicole Magon de La Villehuchet (1902-1974), issue d'une ancienne famille d'armateurs malouins.

### Débuts dans l'armée
Sous-lieutenant pendant la guerre du Rif, il est blessé grièvement au bras droit et reçoit la Légion d’honneur.
En 1931, il est capitaine au 117e régiment d’infanterie basé au camp d’Auvours près du Mans. Reçu en 1939 à l’École de Guerre, il est ensuite nommé sur la ligne Maginot au moment de la déclaration de guerre.
Au moment de l’Armistice, il est fait prisonnier par les Allemands et tente de s’évader à plusieurs reprises. Rapatrié en France le 11 avril 1943 pour raison sanitaire, il cherche à rejoindre l’armée d’Afrique du Nord et prend contact avec son cousin Henri Zeller, Chef de l'Organisation de résistance de l'armée pour la zone Sud. Henri Zeller le rattache au commandant Masson (qui se trouve être son ancien camarade de promotion) au ministère de la Guerre.

### Résistance
Après une mission de renseignement à Saint-Malo confiée par l’armée, le commandant Masson demande à Antoine Madelin d’examiner les possibilités de recruter en Touraine des groupes de résistance et de rechercher le chef qui pourrait prendre la direction d’un tel mouvement. Sur l’insistance du commandant Masson, Antoine Madelin qui désire toujours rejoindre l’Afrique du Nord pour se battre, accepte de prendre cette responsabilité. Il rencontre en août 1943 Chambarran (alias le commandant Cogny), commandant de la Zone Nord.
On demande au capitaine Madelin d’organiser la résistance en Touraine, Anjou, Maine (TAM), dans le cadre plus général de l’ORA (Organisation de résistance de l'armée) et en liaison avec Londres.
Aux derniers jours de 1943, le commandant puis lieutenant-colonel Madelin, alias René Château, commande quatre départements : Indre-et-Loire, Maine-et-Loire, Mayenne, Sarthe. Il possède d’autres noms de guerre — Nicolas, Méneval, Demones — et est doublé par le capitaine puis commandant Albert de Nadaillac, alias Simon.
Il constitue trois groupes : les groupes de réserve, les groupes actifs et les groupes territoriaux
Le lieutenant-colonel Madelin et le commandant de Nadaillac sont arrêtés le 14 juin 1944, à l'aube, par la Gestapo. Le 16 juin Antoine Madelin est transféré à la prison d’Angers et mis au secret.

### Déportation
Il fait partie des 200 prisonniers emmenés en train dans la nuit du 20 au 21 juillet vers une destination inconnue. Les SS qui les gardent commencent par leur dire que pas un seul ne reverra la France. Le train passe par Sarreguemines, Homburg, Erfurt, Weimar et s’arrête à Buchenwald le 21 vers midi. Le camp est surchargé et les détenus sont employés à des travaux de terrassement et de déblaiement.
Le 13 septembre, le lieutenant-colonel Madelin est envoyé à Stassfurt dans une mine de sel transformée en mine souterraine. Il travaille d’abord à l’extérieur puis pousse des wagonnets, il est ensuite utilisé comme aide maçon et aide électricien.
À partir de décembre 1944, les décès se multiplient, au mois d’avril, on enregistre 98 morts, décédés officiellement de congestion ou de dysenterie, en réalité plus de faim ou d’épuisement, quelques-uns tués à coup de bâton.
Le 11 avril 1945 devant l’avance américaine, le Kommando est évacué précipitamment, les malades, les traînards sont jetés à terre à coup de bâton puis abattus d’un coup de feu. Le 6 mai, le détachement est compté pour la dernière fois. Il reste 194 survivants sur les 400 Français qui ont quitté Stassfurt le 11 avril. Le 8 mai 1945 à Anaberg, c’est la panique et les SS fuient en abandonnant le détachement qui se disperse.
Antoine Madelin finit par atteindre un camp de travailleurs du STO. Il est recueilli et conduit dans un autre camp plus grand, rassemblant des Français, des Belges, des Tchèques, des Hollandais. Il est ensuite rapatrié en France et arrive en héros à l’hôtel Lutétia, à Paris.

## Décorations
- Chevalier de la Légion d'honneur
- Croix de guerre des Théâtres d'opérations extérieurs

## Pour approfondir